# Petrunjela Pavić
Petrunjela Pavić (Dubrovnik, 14. studenoga 2000.), hrvatska je judašica.
Višestruka je osvajačica odličja s hrvatskih kadetskih i juniorskih prvenstava te europskih kupova.
Osvajačica je srebra (Budimpešta, 2021.) i zlata (Sarajevo, 2022.) na Europskim mlađeseniorskim prvenstvima (do 23 g.) te bronce na Mediteranskim igrama u Oranu 2022. Natječe se u težinskoj kategoriji do 78 kg.

## Vanjske poveznice
- Profil (engl.) na stranicama Međunarodnoga judo saveza (IJF-a)
- Profil (engl.) u bazi podataka JudoInside